# 苏联格鲁吉亚百科全书

特别卷《格鲁吉亚苏维埃社会主义共和国》的封面

《苏联格鲁吉亚百科全书》是格鲁吉亚第一部综合性百科全书。1965年9月24日，格鲁吉亚共产党中央委员会和苏联部长会议批准撰写这部百科全书。总主编为伊拉克利·阿巴希泽，主编为罗因·梅特列韦利。全书共12卷，包括11卷普通卷和1卷专门介绍格鲁吉亚苏维埃社会主义共和国的特别卷，共有约7万篇文章。首卷于1975年推出，专门卷于1981年推出。同时出版格鲁吉亚语、俄语两种语文的版本。
该书涵盖了各个学科门类，尤其注重介绍苏联的经济、文化与科学技术发展，对国际共产主义运动与工人运动亦给予极大篇幅。此外，空间物理、天文、地球物理学、生物物理学、控制论、航空航天、遗传学、生物学、农业科学、医学等学科也得到了较多探讨。不少文章列出了参考资料，以供读者做更深入的阅读。